# Suore salvatoriane dell'Annunciazione
Le Suore salvatoriane dell'Annunciazione (in francese Sœurs Salvatoriennes Basiliennes de l'Annonciation) sono un istituto religioso femminile di diritto pontificio del rito greco-melkita: le suore di questa congregazione pospongono al loro nome la sigla C.S.B.A.

## Storia
Le origini della congregazione risalgono al monastero siriano di Nostra Signora di Seidnaya, presso Damasco, che nel 1724 passò dalla comunità greco-ortodossa alla greco-cattolica. Il monastero tornò presto all'ortodossia ma una delle religiose, Takla, lasciò la comunità e si ritirò a Barté, nel sud del Libano, dove iniziò a ricevere novizie e postulanti.
Nel 1735 il patriarca Cirillo VI Tanas invitò la comunità a stabilirsi vicino a Sidone, presso il monastero basiliano del Santissimo Salvatore, affinché i monaci potessero garantire l'assistenza spirituale alle religiose. Nel 1753 il patriarca fece erigere per le religiose una cappella dedicata a Nostra Signora dell'Annunciazione, che diede il nome al monastero femminile.
Nel 1940 Nicola Borkhoche, superiore generale dei salvatoriani, decise di trasformare il monastero in congregazione religiosa; nel 1941 si ebbero le prime professioni secondo il nuovo stato giuridico e nel 1944 le suore aprirono le prime filiali e delle scuole in alcuni villaggi del Libano.
L'istituto fu riconosciuto come istituto di diritto pontificio nel 1953.

## Attività e diffusione
Le suore si dedicano a varie forme di apostolato, soprattutto all'insegnamento.
Oltre che in Libano, le suore sono presenti in Egitto, Giordania, Siria e a Gerusalemme; la sede generalizia è a Saida.
Nel 2010 la congregazione contava 70 religiose in 14 case.